# Rowan Besselink
Rowan Besselink (Rijswijk, 11 oktober 2004) is een Nederlands voetballer die doorgaans speelt als centrale verdediger. In augustus 2024 verruilde hij NAC Breda voor De Graafschap.

## Clubcarrière
Besselink speelde in de jeugd van GRC '14 en werd daarna opgenomen in de gezamenlijke jeugdopleiding van RKC Waalwijk en FC Den Bosch, voor hij in 2017 verderging bij die laatste club. Twee seizoenen later nam NAC Breda hem over. Hier mocht hij vanaf juli 2022 aanhaken bij het eerste elftal. Besselink maakte op 5 augustus 2022 zijn professionele debuut namens NAC in de eerste speelronde van de Eerste divisie in het seizoen 2022/23. In het eigen Rat Verlegh Stadion werd gespeeld tegen Helmond Sport en hij moest van coach Robert Molenaar als reservespeler aan het duel beginnen. Hij zag vanaf de reservebank teamgenoot Odysseus Velanas scoren. Zeven minuten voor het einde van de wedstrijd mocht Besselink invallen voor de doelpuntenmaker en er werd niet meer gescoord: 1–0. In oktober 2022 tekende de verdediger zijn eerste professionele contract bij de club, tot medio 2025. Aan het einde van het seizoen 2023/24 promoveerde Besselink met NAC naar de Eredivisie. Hij bleef echter in de Eerste divisie voetballen, aangezien De Graafschap hem overnam.

## Clubstatistieken
| Seizoen | Club          | Competitie     | Competitie | Competitie | Beker | Beker | Internationaal | Internationaal | Nacompetitie | Nacompetitie | Totaal | Totaal |
| Seizoen | Club          | Competitie     | Wed.       | Dlp.       | Wed.  | Dlp.  | Wed.           | Dlp.           | Wed.         | Dlp.         | Wed.   | Dlp.   |
| ------- | ------------- | -------------- | ---------- | ---------- | ----- | ----- | -------------- | -------------- | ------------ | ------------ | ------ | ------ |
| 2022/23 | NAC Breda     | Eerste divisie | 21         | 0          | 3     | 1     | —              | —              | 0            | 0            | 24     | 1      |
| 2023/24 | NAC Breda     | Eerste divisie | 12         | 0          | 1     | 0     | —              | —              | 0            | 0            | 13     | 0      |
| 2024/25 | De Graafschap | Eerste divisie | 23         | 0          | 1     | 0     | —              | —              | —            | —            | 24     | 0      |
| Totaal  | Totaal        | Totaal         | 56         | 0          | 5     | 1     | 0              | 0              | 0            | 0            | 61     | 1      |

Bijgewerkt op 17 juli 2025.